# グレナボンFC
グレンエイボンフットボールクラブ (英: Glenavon Football Club) は、1889年に設立された北アイルランドのサッカークラブチーム。このチームを象徴する色は青と白である。

## 歴史
1889年11月、グレンエイボンFCはラーガンのエスクデイルというパブに集まるサッカー愛好家によって結成された。アリアンスリーグやジュニアリーグへの参加を経て、1911年にアイリッシュリーグへ合流した。
1921年、グレンエイボンFCはシティーカップに優勝し、初のタイトルを獲得した。この年のアイリッシュ・リーグでは2位まで躍進した。アイリッシュカップでは初の決勝進出を果たすが、グレントランFCに0対2で敗れた。翌年もクラブはアイリッシュカップの決勝に進出するが、リンフィールドFCに0対2で敗れた。
1950年代から1960年代の初頭にかけてクラブは黄金期を迎え、このおよそ10年未満の間に14ものタイトルを獲得した。クラブにはウィルバー・カッシュを筆頭に、リーグのベストプレイヤーが顔を揃えていた。1951-52シーズンはベルファスト外のクラブとして初のリーグ優勝を果たした。1957年にはデリー・シティFCを破り、アイリッシュカップで初優勝するとともに、リーグとのダブルを達成した。初の欧州の舞台となった翌シーズンのチャンピオンズカップでは、1回戦でデンマークのオーフスGFと対戦した。グレンエイボンFCは敵地での第1戦を無得点で引き分けるが、ベルファストのウィンザー・パークで行われた第2戦を0対3で落とした。
1960年以降、成功から縁遠くなったクラブは、1989-90シーズンのアイリッシュリーグカップで久方ぶりのメジャータイトルを獲得した。1996年から1998年までは三年連続でアイリッシュカップ決勝に進出し、1997年に優勝している。

## スタジアム

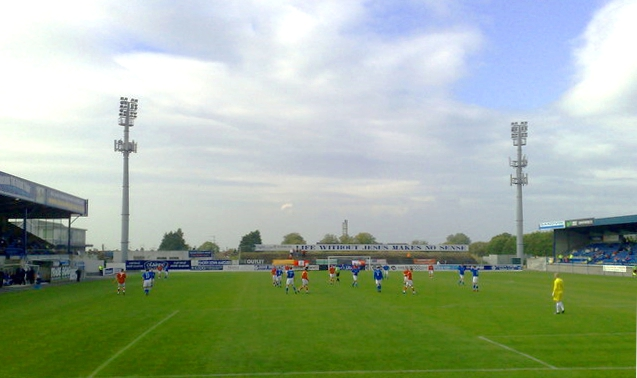
モーンビュー・パーク

本拠地モーンビュー・パークはラーガンの中心地から1マイルほど南に位置し、M1モーターウェイの10番ジャンクションからハイ・ストリート、ユニオンストリートを南西に3マイルほどの距離にある。最寄駅はベルファスト-バンゴー線 (ノーザン・アイルランド・レイルウェイズ) のラーガン駅。ベルファストのヨーロッパ・バスセンターから発着するアルスターバス・ゴールドライン250-251系統は、ハイ・ストリートのバス停に停車する。駅からスタジアムまでは徒歩で15分、バス停からは10分ほどの時間を要する。駐車場はメインスタンド後方とスタンドの無いゴール裏にある。
スタジアムは閉院した病院跡地に建設された。収容人員は9000人で、座席数は4000人分ある。クラブは1924年にスタジアムの権利を手にした。この頃のモーンビュー・パークは木造の観客席を備え、イングリッシュ・グレイハウンドのレースも行われていた。1951年にはコンクリート製のスタンドが完成し、その後幾度かの改修、増築を経て、2002年に照明が設置されて現在の形となった。スタンドはユニオンストリート側を除く3方にあり、全てのスタンドに屋根がある。バックスタンドは基本的にアウェイサポーター用で、残り2方のスタンドがホームサポーター用となる。

## 獲得タイトル
- 北アイルランドリーグ : 3回
  - 1951-52, 1956-57, 1959-60
- アイリッシュカップ : 7回
  - 1956-57, 1958-59, 1960-61, 1991-92, 1996-97, 2013-14, 2015-16
- アイリッシュリーグカップ : 1回
  - 1989-90
- IFAシティカップ（英語版） : 5回
  - 1920-21, 1954-55, 1955-56, 1960-61, 1965-66
- IFAゴールドカップ（英語版） : 4回
  - 1954-55, 1956-57, 1990-91, 1997-98
- アルスターカップ（英語版） : 3回
  - 1954-55, 1958-59, 1962-63
- フラッドリットカップ（英語版） : 2回
  - 1988-89, 1996-97
- カントリーアントリウムシールド（英語版） : 2回
  - 1990-91, 1995-96
- ミッドアルスターカップ（英語版） : 25回
  - 1897–98, 1901–02, 1904–05, 1906–07, 1908–09, 1910–11, 1924–25, 1925–26, 1930–31, 1932–33
1937–38, 1947–48†, 1957–58†, 1965–66†, 1971–72†, 1976–77†, 1983–84, 1985–86, 1988–89, 1990–91
1998–99, 2004–05, 2009–10, 2010–11, 2017-18
- ノースサウスカップ（英語版） : 1回
  - 1962-63
- IFAチャリティシールド : 2回
  - 1992, 2016
- アイリッシュ・インターメディエイトカップ（英語版） : 1回
  - 2004-05

IFAプレミアシップ公式サイトのクラブ紹介による。

## 過去の成績
| シーズン | ディビジョン   | ディビジョン | ディビジョン | ディビジョン | ディビジョン | ディビジョン | ディビジョン | ディビジョン | ディビジョン | ディビジョン | アイリッシュカップ | リーグカップ |
| シーズン | リーグ         | 順位         | 試           | 勝           | 分           | 敗           | 得           | 失           | 差           | 点           | アイリッシュカップ | リーグカップ |
| -------- | -------------- | ------------ | ------------ | ------------ | ------------ | ------------ | ------------ | ------------ | ------------ | ------------ | ------------------ | ------------ |
| 2005-06  | プレミアシップ | 13位         | 30           | 7            | 9            | 14           | 35           | 59           | -24          | 30           | 準々決勝敗退       | GS敗退       |
| 2006-07  | プレミアシップ | 15位         | 30           | 5            | 10           | 15           | 40           | 58           | −18          | 25           | 6回戦敗退          | GS敗退       |
| 2007-08  | プレミアシップ | 12位         | 30           | 9            | 3            | 18           | 37           | 51           | −14          | 30           | 5回戦敗退          | GS敗退       |
| 2008-09  | プレミアシップ | 09位         | 38           | 11           | 8            | 19           | 49           | 63           | −14          | 41           | 5回戦敗退          | 準々決勝敗退 |
| 2009-10  | プレミアシップ | 08位         | 38           | 12           | 9            | 17           | 60           | 59           | +1           | 43           | 準々決勝敗退       | 3回戦敗退    |
| 2010-11  | プレミアシップ | 10位         | 38           | 12           | 9            | 17           | 60           | 59           | +1           | 45           | 準々決勝敗退       | 3回戦敗退    |
| 2011-12  | プレミアシップ | 10位         | 38           | 8            | 10           | 20           | 60           | 71           | −11          | 34           | 6回戦敗退          | 準々決勝敗退 |
| 2012-13  | プレミアシップ | 09位         | 38           | 12           | 6            | 20           | 64           | 62           | +2           | 42           | 6回戦敗退          | 準決勝敗退   |
| 2013-14  | プレミアシップ | 06位         | 38           | 15           | 6            | 17           | 75           | 79           | −4           | 51           | 優勝               | 準々決勝敗退 |
| 2014-15  | プレミアシップ | 03位         | 38           | 20           | 6            | 12           | 82           | 65           | +17          | 66           | 6回戦敗退          | 3回戦敗退    |
| 2015-16  | プレミアシップ | 03位         | 38           | 20           | 9            | 9            | 72           | 40           | +32          | 69           | 優勝               | 2回戦敗退    |
| 2016-17  | プレミアシップ | 06位         | 38           | 13           | 13           | 12           | 55           | 55           | 0            | 52           | 準決勝敗退         | 準決勝敗退   |
| 2017-18  | プレミアシップ | 03位         | 38           | 19           | 12           | 7            | 85           | 52           | +33          | 69           | 準々決勝敗退       | 3回戦敗退    |
| 2018-19  | プレミアシップ | 03位         | 38           | 20           | 10           | 8            | 74           | 46           | +28          | 70           | 6回戦敗退          | 2回戦敗退    |
| 2019-20  | プレミアシップ | 0位          |              |              |              |              |              |              |              |              |                    |              |

## 欧州の成績
| シーズン | 大会                       | ラウンド     | 対戦相手                       | ホーム | アウェー | 合計        |  |
| -------- | -------------------------- | ------------ | ------------------------------ | ------ | -------- | ----------- |  |
| 1957-58  | UEFAチャンピオンズカップ   | 予選         | オーフスGF                     | 0–3    | 0–0      | 0–3         |  |
| 1960-61  | UEFAチャンピオンズカップ   | 予選         | エルツゲビルゲ・アウエ         | w/o    | w/o      | 不戦負      |  |
| 1961-62  | UEFAカップウィナーズカップ | 予備予選     | レスター・シティ               | 1–4    | 1–3      | 2–7         |  |
| 1977-78  | UEFAカップ                 | 1回戦        | PSV                            | 2–6    | 0–5      | 2–11        |  |
| 1979-80  | UEFAカップ                 | 1回戦        | スタンダール・リエージュ       | 0–1    | 0–1      | 0–2         |  |
| 1988-89  | UEFAカップウィナーズカップ | 1回戦        | オーフスGF                     | 1–4    | 1–3      | 2–7         |  |
| 1990-91  | UEFAカップ                 | 1回戦        | ボルドー                       | 0–0    | 0–2      | 0–2         |  |
| 1991-92  | UEFAカップウィナーズカップ | 1回戦        | タンペレ・ユナイテッド         | 3–2    | 1–2      | 4–4 (a)     |  |
| 1992-93  | UEFAカップウィナーズカップ | 1回戦        | ロイヤル・アントワープ         | 1–1    | 1–1      | 2–2 (1–3 p) |  |
| 1995-96  | UEFAカップ                 | 予選ラウンド | FH                             | 0–0    | 1–0      | 1–0         |  |
| 1995-96  | UEFAカップ                 | 1回戦        | ヴェルダー・ブレーメン         | 0–2    | 0–5      | 0–7         |  |
| 1997-98  | UEFAカップウィナーズカップ | 予選ラウンド | レギア・ワルシャワ             | 1–1    | 0–4      | 1–5         |  |
| 2000     | UEFAインタートトカップ     | 1回戦        | スラヴェン・ベルポ             | 1-1    | 0–3      | 1–4         |  |
| 2001-02  | UEFAカップ                 | 予選ラウンド | キルマーノック                 | 0–1    | 0–1      | 0–2         |  |
| 2014-15  | UEFAヨーロッパリーグ       | 予選1回戦    | FH                             | 0-3    | 2-3      | 2-6         |  |
| 2015-16  | UEFAヨーロッパリーグ       | 予選1回戦    | シャフティオール・ソリゴルスク | 1-2    | 0-3      | 1-5         |  |
| 2016-17  | UEFAヨーロッパリーグ       | 予選1回戦    | レイキャヴィーク               | 1-2    | 0-6      | 1-8         |  |
| 2018-19  | UEFAヨーロッパリーグ       | 予選1回戦    | モルデ                         | 2-1    | 1–5      | 3–6         |  |

## 歴代監督
| - 1950-54 ハリー・ウォーカー (Harry Walker) - 1954-68 ジミー・マッカリンデン (Jimmy McAlinden) - 1968-68 テッド・スミス (Ted Smyth) - 1968-69 ジョー・キンケイド (Joe Kinkead) - 1969-72 ジミー・ジョーンズ (Jimmy Jones) - 1972-73 エリック・アデール (Eric Adair) - 1974-75 ブライアン・キャンベル (Brian Campbell) - 1975-78 アラン・キャンベル (Alan Campbell) - 1978-79 ビリー・マクラッチー (Billy McClatchey) - 1979-82 ビリー・シンクレア (Billy Sinclair) - 1982-91 テリー・ニコルソン (Terry Nicholson) - 1991-94 アラン・フレイザー (Alan Fraser) | - 1994-98 ナイジェル・ベスト (Nigel Best) - 1998-98 ビリー・ハミルトン (Billy Hamilton) - 1998-00 ロイ・ウォーカー (Roy Walker) - 2000-03 コリン・マローン (Colin Malone) - 2003-04 アルフィー・ウィリー (Alfie Wylie) - 2004-05 トミー・キンケイド (Tommy Kincaid) - 2005-06 ジミー・ブラウン (Jimmy Brown) - 2006-07 コリン・マローン (Colin Malone) - 2008-08 テリー・コクレーン (Terry Cochrane) - 2008-09 スティーブン・マクブライド (Stephen McBride) - 2009-11 マーティン・クイン (Marty Quinn) - 2011-15 ゲイリー・ハミルトン (Gary Hamilton) |

## 歴代所属選手
北アイルランドリーグ得点王
- ジミー・ジョーンズ (1951-52, 1953-54, 1955-56, 1956-57, 1959-60)
- デニス・ガイ (1964-65)
- スティーブン・マクブライド (1990-91, 1991-92, 1992-93, 1993-94)
- グレン・ファーガソン (1994-95)

Rec.Sport.Soccer Statistics Foundationの記録による。
NIFWAプレイヤー・オブ・ザ・イヤー (en)
- レイ・マクギガン (1978-79)
- スティーブン・マクブライド (1990-91)

NIFWA公式サイトの歴代受賞者一覧による。
アルスター・フットボーラー・オブ・ザ・イヤー (en)
- モーリス・マクヴェイ (1954-55[12])
- ウィルバー・カッシュ (1956-57[13])
- スティーブン・マクブライド (1990-91[13])